# Подольский уезд
Подо́льский уе́зд — административная единица в составе Московской губернии, существовавшая в 1781—1796, 1802—1929 годах. Центром являлся  город Подольск.

## География
Площадь уезда в конце XIX века составляла около 2400 км кв. Северная часть уезда довольно холмиста, в особенности с приближением к рекам Москве и Пахре, юго-западная и юго-восточная части представляют поверхность ровную и даже низменную. Добывался известняк (8480 куб. саженей), мрамор (27600 кв. аршин), бутовый камень (1368 кв. саженей). Почва уезда — преимущественно тяжелый суглинок. 
Уезд лежит в системе реки Москвы и только в самой незначительной части юга уезда протекает река Лопасня, приток реки Оки. Из притоков реки Москвы самый значительный в уезде — Пахра, с большим числом притоков: Унинка, Жданка, Рожай, Конопелька, Моча, Лохня, Обитец, Десна и др. Юго-восточную часть уезда орошает река Северка, правый приток реки Москвы. Озёр в уезде нет; болота незначительны. Подольский уезд расположен в области перехода хвойных лесов к лиственным: последние составляли 28 % всей площади леса. Леса в уезде были значительно вырублены.

## Население
- 1897 — 86 311 чел.[1]
- 1926 — 136 000 чел.[2]

## История
Уезд образован в 1781 году. В 1796 году по указу Павла I был упразднён, но в 1802 году восстановлён. Упразднён одновременно с Московской губернией в 1929 году. Территория бывшего уезда была разделена на районы.

## Административное деление
В 1917 году уезд делился на следующие волости:
- Вороновская
- Десенская
- Добрятинская
- Домодедовская
- Дубровицкая
- Клёновская
- Красно-Пахорская
- Молодинская
- Островская
- Сухановская
- Шебанцевская

## Уездные предводители дворянства
| Время службы | Имя                                      | Титул, чин, звание                      |
| ------------ | ---------------------------------------- | --------------------------------------- |
| 1782—1785    | Васильчиков Александр Семёнович          | генерал-поручик                         |
| 1785—1788    | Алфимов Дмитрий Фёдорович                | статский советник                       |
| 1788—1791    | Васильчиков Василий Семёнович            | камергер                                |
| 1791—1794    | Соковнин Михаил Николаевич               | статский советник                       |
| 1794—1796    | Дадиан Александр Петрович                | князь, артиллерии капитан               |
| 1802—1804    | Еропкин Михаил Николаевич                | коллежский советник                     |
| 1804—1807    | Бибиков Пётр Петрович                    | бригадир                                |
| 1807—1810    | Нагаев Пётр Иванович                     | подполковник                            |
| 1810—1832    | Васильчиков Александр Васильевич         | коллежский асессор                      |
| 1832—1847    | Сухово-Кобылин Василий Александрович     | полковник                               |
| 1847—1853    | Ершов Иван Иванович                      | гвардии полковник                       |
| 1853—1856    | Боде Лев Карлович                        | барон, действительный статский советник |
| 1856—1859    | Мусин-Пушкин Алексей Сергеевич           | губернский секретарь                    |
| 1859—1869    | Оболенский Василий Андреевич             | князь, коллежский секретарь             |
| 1869—1872    | Васильчиков Пётр Алексеевич              | коллежский асессор                      |
| 1872—1873    | Шаховской Алексей Николаевич             | князь, губернский секретарь             |
| 1873—1875    | Оболенский Василий Андреевич             | князь, статский советник                |
| 1875—1878    | Голенищев-Кутузов-Толстой Павел Павлович | статский советник                       |
| 1878—1884    | Шипов Филипп Николаевич                  | коллежский асессор                      |
| 1884—1890    | Ершов Владимир Иванович                  | полковник                               |
| 1890—1896    | Келлер Виктор Викторович                 | граф                                    |
| 1896—1915    | Катков Андрей Михайлович                 | прапорщик                               |

## Карты
| Сборный лист военно топографической карты Московской губернии 1860 г. Масштаб: 2 версты в дюйме (1 см-840м). | Сборный лист военно топографической карты Московской губернии 1860 г. Масштаб: 2 версты в дюйме (1 см-840м). | Сборный лист военно топографической карты Московской губернии 1860 г. Масштаб: 2 версты в дюйме (1 см-840м). | Сборный лист военно топографической карты Московской губернии 1860 г. Масштаб: 2 версты в дюйме (1 см-840м). | Сборный лист военно топографической карты Московской губернии 1860 г. Масштаб: 2 версты в дюйме (1 см-840м). | Сборный лист военно топографической карты Московской губернии 1860 г. Масштаб: 2 версты в дюйме (1 см-840м). | Сборный лист военно топографической карты Московской губернии 1860 г. Масштаб: 2 версты в дюйме (1 см-840м). | Сборный лист военно топографической карты Московской губернии 1860 г. Масштаб: 2 версты в дюйме (1 см-840м). | Сборный лист военно топографической карты Московской губернии 1860 г. Масштаб: 2 версты в дюйме (1 см-840м). | Сборный лист военно топографической карты Московской губернии 1860 г. Масштаб: 2 версты в дюйме (1 см-840м). | Сборный лист военно топографической карты Московской губернии 1860 г. Масштаб: 2 версты в дюйме (1 см-840м). | Сборный лист военно топографической карты Московской губернии 1860 г. Масштаб: 2 версты в дюйме (1 см-840м). | Сборный лист военно топографической карты Московской губернии 1860 г. Масштаб: 2 версты в дюйме (1 см-840м). |
| --- | --- | --- | --- | --- | --- | --- | --- | --- | --- | --- | --- | --- |
| (При нажатии на необходимый лист будет осуществлён переход на соответствующую карту.)                        | | | | | | | | | | | | |